# Ashley Fires

Ashley Fires (Northridge, Kalifornia, 1982. március 2. –) amerikai pornószínésznő.
Tetoválása nincs, piercingje van a fülében.

## Válogatott filmográfia
| - 2013 The Ass Party 4 - 2013 Feeding Frenzy 11 - 2013 Anal Workout 2 - 2012 DP Fanatic 2 - 2012 Buttman's Stretch Class 11 - 2012 Crack Addict 8 - 2012 Planet Anal - 2012 Women Seeking Women 81 - 2011 Anal Intensity: POV - 2011 Bobbi's World - 2011 Burning Embers | - 2010 Gape Lovers 6 - 2010 Pretty Sloppy 3 - 2010 Belladonna: Fetish Fanatic 9 - 2009 Mean Bitches Erotic Femdom 6 - 2008 Pink Panthers - 2008 Babes Illustrated 17 - 2008 Asses of Face Destruction 5 - 2008 Asses of Face Destruction 4 - 2008 Bitchcraft 3 - 2007 The Da Vinci Coed - 2007 King's Girl #2 |

## Díjai
- 2009 XBIZ-díj jelölés – Az év csillaga[2]
- 2010 XBIZ-díj jelölés – Az év web nője[3]
- 2011 AVN-díj jelölés – Legjobb web sztár[4]
- 2011 XBIZ-díj jelölés – Az év web nője[5]
- 2012 XBIZ-díjra jelölés –Az év web nője[6]
- 2012  AVN-díj jelölés – Legjobb női csoport jelenet - Bobbi világa